# گرابونوگ
گرابونوگ (به لهستانی:  Grabonóg) یک روستا در لهستان است که در گمینا پیاسکی (استان لهستان بزرگ‌تر) واقع شده‌است. گرابونوگ ۵۳۵ نفر جمعیت دارد.